# 古良齊市鎮
43°39′N 24°39′E / 43.650°N 24.650°E

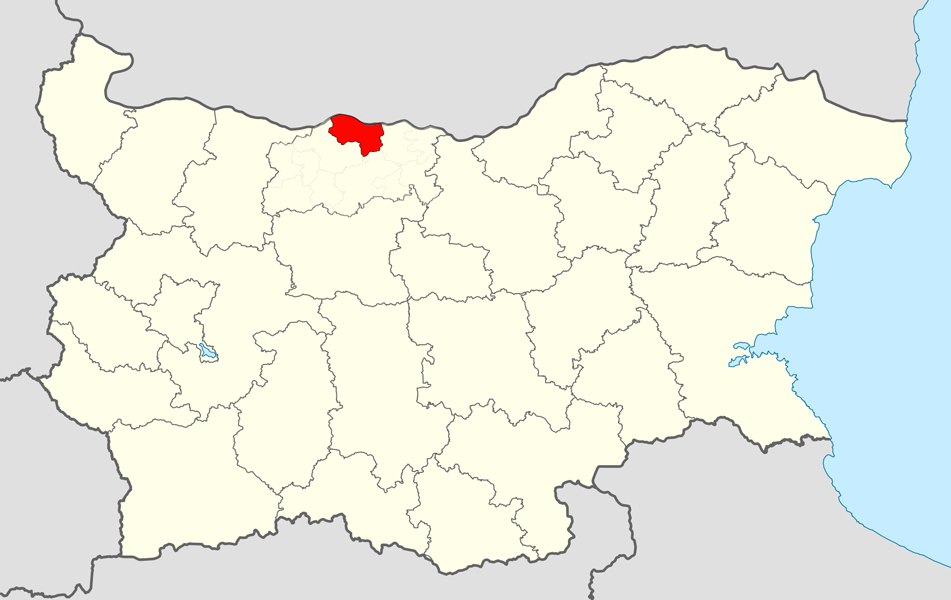

古良齊市，是保加利亞的城鎮，位於該國北部，由普列文州負責管轄，首府設於古良齊，面積458平方公里，2009年人口13,561，人口密度每平方公里29.61人。